# Tỳ-xá-ly
Tỳ-xá-ly (chữ Hán: 毘舍離; tiếng Phạn: वैशाली, Vaiśālī; tiếng pali: Vesāli; 25°59′B 85°08′Đ / 25,99°B 85,13°Đ) là tên một thành phố cổ đại của Ấn Độ, ngày nay thuộc huyện Vaishali bang Bihar, Đông Ấn Độ. Đây là kinh đô của liên minh Vajji. Tất-đạt-đa Cồ-đàm đã thuyết pháp lần cuối ở đây.
Đại hội kết tập kinh điển Phật giáo lần thứ hai cũng diễn ra ở đây. Kinh Duy-ma-cật sở thuyết lấy bối cảnh là thành Vaishali. Thời đó, Vaishali là một đô thị lớn, thịnh vượng như được miêu tả trong các thánh điển đạo Phật.